# Lyrocarpa coulteri
Lyrocarpa coulteri är en korsblommig växtart som beskrevs av William Jackson Hooker och William Henry Harvey. Lyrocarpa coulteri ingår i släktet Lyrocarpa och familjen korsblommiga växter. Inga underarter finns listade i Catalogue of Life.